# Heerlijkheid Ochsenstein

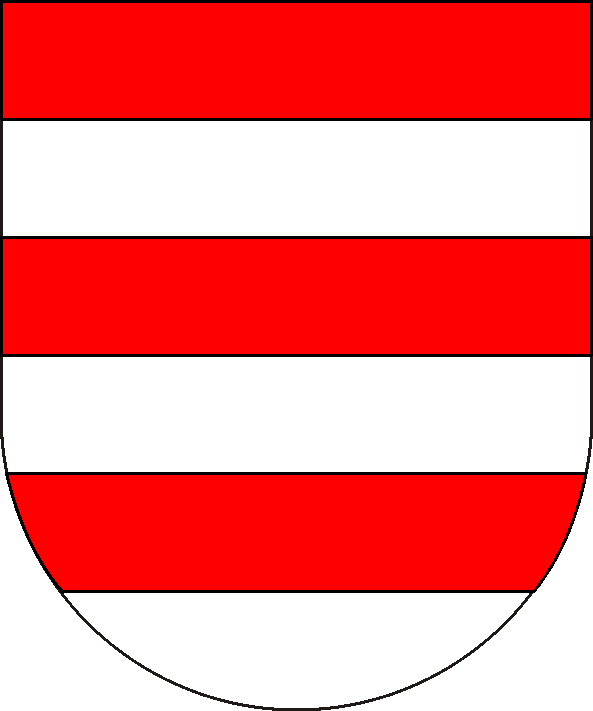
Heerlijkheid Ochsenstein

Ochsenstein was een heerlijkheid in de Elzas.  Het kasteel van Ochsenstein bestaat nog steeds en is te vinden op de Schlossberg in de Franse gemeente Reinhardsmunster.

## De heerlijkheid onder de heren van Ochsenstein
De oorsprong van het geslacht Ochsenstein is duister; in 1187 wordt er een Burkard van Ochsenstein vermeld. Waarschijnlijk bestond het kasteel Ochsenstein toen al. Op Burkard volgen een aantal heren met de naam Otto. Otto III (overleden in 1289) was gehuwd met Kunigunde van Habsburg, een dochter van hertog Albrecht IV van Oostenrijk. Hierdoor werd Otto de zwager van koning Rudolf I, wat hem veel aanzien verleende. Otto IV, de zoon van Otto III en Kunigunde voerde de titel landvoogd in de Elzas. In 1284 werd het kasteel Ochsentein verwoest door Willem van Hohenstein, een bondgenoot van het prinsbisdom Straatsburg. Het kasteel werd echter al snel herbouwd. Aan het begin van de veertiende eeuw ging de macht van de heren van Ochsenstein ten onder in oorlogen met het markgraafschap Baden, het graafschap Leiningen, het graafschap Lichtenberg en de heerlijkheid Fleckenstein.

## De heerlijkheid onder de graven van Zweibrücken
Het geslacht van de heren van Ochsenstein stierf in 1485 uit met Georg. Omdat zijn (overleden) zuster Kunigunde van Ochstentein was gehuwd met Hendrik I van Zweibrücken kwam de heerlijkheid in het bezit van hun zoon Hendrik II van Zweibrücken-Ochsenstein. Deze werd na zijn dood opgevolgd door zijn dochter Kunigunde, die gehuwd was met Hanemann van Daun. Inmiddels was de heerlijkheid verpand sinds 1527 verpand aan de heren van Rathsamhausen. Graaf Jacob van Zweibrücken-Bitsch (uit een andere tak van het huis Zweibrücken) kocht de heerlijkheid in 1555 van de familie van Ratsamhausen en verwierf het volle eigendomsrecht. Hij stierf in 1569 zonder mannelijke erfgenamen.

## De heerlijkheid onder de graven van Hanau en de landgraven van Hessen
De heerlijkheid Ochstenstein viel na de dood van graaf Jacob in 1569 aan zijn dochter Margaretha, die gehuwd was met graaf Philips van Hanau-Lichtenberg.Hierdoor werd Ochsenstein een deel van de graafschap Lichtenberg. Na het uitsterven van de graven van Hanau kwam Lichtenberg met Ochsenstein aan Hessen-Darmstadt. Inmiddels was in de tweede helft van de zeventiende eeuw de soevereiniteit over de heerlijkheid van het Heilige Roomse Rijk overgegaan naar het koninkrijk Frankrijk. De laatste rechten van Hessen-Darmstadt gingen in 1789 verloren als gevolg van de Franse Revolutie.

## De aanspraken van het huis Leiningen
Na de verpanding van de heerlijkheid in 1527 behield Barbara van Dauun-Oberstein een aantal rechten. Barbara huwde graaf Simon VII Wecker van Zweibrücken, een broer van graaf Jacob van Zweibrücken. De bezittinge en rechten van dit echtpaar kwamen aan hun dochter Amalia, die gehuwd was met graaf Philips van Leiningen-Westerburg. Zij verkochten hun rechten in Ochsenstein in 1543.

## Regenten
| regering  | naam                            | overleden  | familie         |
| --------- | ------------------------------- | ---------- | --------------- |
|           | Burkard                         | na 1187    |                 |
| 1187-1217 | Otto I                          | 30-11-1217 | zoon            |
| 1217-1241 | Otto II                         | 27-1-1241  | zoon            |
| 1241-1289 | Otto III                        | 26-9-1289  | zoon            |
| 1289-1298 | Otto IV                         | 2-7-1298   | zoon            |
| 1298-1327 | Otto V                          | 19-10-1327 | zoon            |
| 1327-1376 | Otto VI                         | 1376/77    | zoon            |
| 1376-     | Otto VII                        | na 1401    | zoon            |
| 1376-1400 | Rudolf II                       | 3-1400     | broer           |
| 1400-1426 | Volmar                          | 1426       | zoon            |
| 1426-1485 | Georg                           | -3-1485    | zoon            |
| 1485-1500 | Hendrik II van Zweibrücken      | 1-3-1500   | zoon van zuster |
| 1500-1515 | Kunigunde                       | na 1515    | dochter         |
| 1515-1527 | Barbara van Daun-Oberstein      | 14-12-1546 | dochter         |
| 1527-1555 | Rathsamhausen                   |            | pandschap       |
| 1555-1569 | Jacob van Zweibrücken-Bitsch    | 1569       | koop            |
| 1569-1599 | Philips V van Hanau-Lichtenberg | 2-6-1599   | schoonzoon      |
| 1599-1626 | Johan Reinhard I                | 19-11-1626 | zoon            |
| 1626-1641 | Philips Wolfgang                | 14-2-1641  | zoon            |
| 1641-1680 | Frederik Casimir                | 30-3-1685  | zoon            |
| 1641-1669 | Johan Philips                   | 28-12-1669 | broer           |
| 1641-1666 | Johan Reinhard II               | 25-4-1666  | broer           |
| 1680-1685 | Philips Reinhard                | 4-10-1712  | zoon            |
| 1712-1736 | Johan Reinhard III              | 28-43-1736 | broer           |